# Arenomydas pleurostictus
Arenomydas pleurostictus är en tvåvingeart som beskrevs av Hesse 1969. Arenomydas pleurostictus ingår i släktet Arenomydas och familjen Mydidae. Inga underarter finns listade i Catalogue of Life.